# Joseph Martin Peters

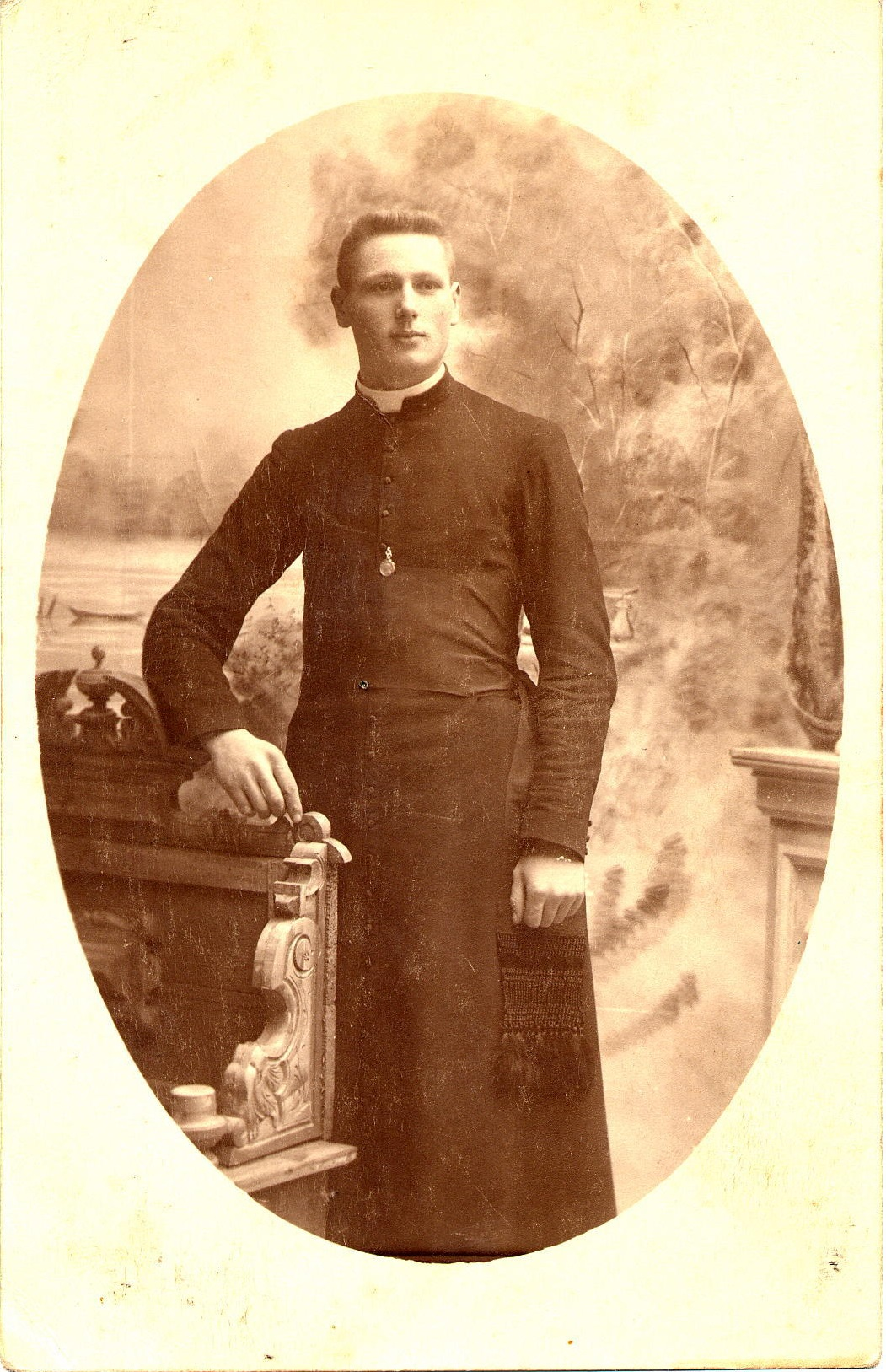

Joseph Martin Peters (* 12. Juni 1894 in Verviers; † 1. Juli 1943 in Berlin-Plötzensee) war ein belgischer römisch-katholischer Geistlicher und Märtyrer.

## Leben
Joseph Martin Peters besuchte Schulen der Brüder der christlichen Schulen und wollte in Belgien Jesuit werden, wurde dann aber 1914 durch den Einmarsch der deutschen Truppen in seiner Lebensplanung gestört. Sein Versuch, in die belgische Armee einzutreten, brachte ihm von Seiten der deutschen Besatzer ein Jahr Lagerhaft und den Ruin seiner Gesundheit ein. Dennoch konnte er 1921 in Lüttich zum Priester geweiht werden.
Er unterrichtete zehn Jahre lang an der Seminarschule in Ferrières (Belgien). Dann wurde er zur Erholung nach Malmedy versetzt, wo er als Krankenhausgeistlicher und durch Unterricht wirkte. Ab 1940 gehörte er durch deutsche Annexion zum Bistum Aachen. Er bat vergeblich um Versetzung in das Bistum Lüttich. Anfang Oktober 1942 wurde er verhaftet und kam in das Gefängnis nach Aachen. Man warf ihm vor, belgische junge Männer, die sich plötzlich der deutschen Wehrpflicht gegenübersahen, bei ihrer Flucht in das Innere Belgiens unterstützt zu haben. Am 4. Mai 1943 wurde er vom Volksgerichtshof in Berlin zum Tode verurteilt und am 1. Juli 1943 in Plötzensee hingerichtet.

## Gedenken
Die Römisch-katholische Kirche in Deutschland hat Joseph Martin Peters als Märtyrer aus der Zeit des Nationalsozialismus in das deutsche Martyrologium des 20. Jahrhunderts aufgenommen. In Malmedy trägt eine Straße seinen Namen. 2002 wurde ihm dort ein Denkmal errichtet.